# Выростков, Иван Алексеевич
Иван Алексеевич Выростков (1890, Людиново, Людиновской волости Жиздринского уезда Калужской губернии — 15 октября 1937, Киев) — советский государственный, политический и профсоюзный деятель, ответственный секретарь Всеукраинского совета профессиональных союзов, народный комиссар труда Украинской ССР, директор Полтавского паровозоремонтного завода (ныне Полтавский тепловозоремонтный завод). Член ЦК КП(б) Украины (июнь 1930 — май 1936), член Организационного бюро ЦК КП(б) Украины (июнь 1930 — июнь 1934).

## Биография
Из крестьян. В 1913—1917 годах служил в царской армии, участник Первой мировой войны.
В 1917—1919 годах работал машинистом на железной дороге. Окончил Севастопольское техническое училище.
Член РКП(б) с 1919 года.
В 1920—1921 годах — начальник и комиссар железнодорожного узла станции Лозовая в Харьковской губернии. В 1921—1925 годах — ответственный секретарь Дорожного комитета профсоюзов (Дорпрофсожа) Южных железных дорог.
В 1925—1927 годах — ответственный секретарь Всеукраинского комитета профсоюза железнодорожников. В 1927—1928 годах — председатель Дорожного комитета профсоюзов (Дорпрофсожа) Донецкой железной дороги . В 1928—1930 годах — председатель Всеукраинского комитета профсоюза железнодорожников.
В 1930—1932 годах — ответственный секретарь Всеукраинского совета профессиональных союзов.
20 апреля 1932—1933 гг. — народный комиссар труда Украинской ССР.
В 1933—1935 годах — ответственный секретарь Всеукраинского совета профессиональных союзов.
26 января—10 февраля 1934 года делегат XVII съезда ВКП(б) с совещательным голосом.
В 1935—1936 годах — директор Полтавского паровозоремонтного завода.
В 1936—1937 годах — инспектор, заместитель начальника и начальник паровозной службы Белорусской железной дороги. В мае 1936 года выведен из состава ЦК КПб) Украины.
14 августа 1937 года был арестован органами НКВД в городе Гомеле. 14 октября 1937 года приговорён Военной Коллегией Верховного Суда СССР к расстрелу.
Посмертно реабилитирован 24 ноября 1956 г.